# 坂井町
坂井町（さかいちょう）は、かつて福井県北西部に位置し、福井平野の中にあり水田が広がる町。
2006年3月20日、同じ坂井郡の三国町、丸岡町、春江町と合併し坂井市となった。

## 地理
福井県の北部、福井平野の中にある町。目立った起伏は町西端を流れる九頭竜川など河川の築堤程度しかない。

### 隣接していた市町村
- 福井市
- あわら市
- 坂井郡 三国町・丸岡町・春江町

## 歴史
- 1955年（昭和30年）3月31日 - 坂井郡大関村、東十郷村及び兵庫村が合併して、坂井郡坂井村が発足する。
- 1956年（昭和31年）9月30日 - 坂井郡木部村を編入する。
- 1957年（昭和32年）1月1日 - 大字石丸、大字野中、大字油屋、大字楽円、大字川崎及び大字池見の区域を坂井郡三国町に編入する。
- 1961年（昭和36年）4月1日 - 坂井郡坂井村が町制施行して、坂井郡坂井町となる。
- 1964年（昭和39年）5月1日 - 坂井郡坂井町及び春江町の区域の境界を変更する。
- 2006年（平成18年）3月20日 - 坂井郡坂井町、春江町、丸岡町及び三国町が合併して、坂井市が発足する。

## 行政
- 町長　伊藤平一郎（2003年から）

## 経済・産業
- 産業別人口（2005年国勢調査）
  - 第一次産業　　688人
  - 第二次産業　2,499人
  - 第三次産業　3,923人

### 農業
- 町の約3分の2を占める耕地面積のほとんどが稲作、大麦、大豆の三種で占められる穀倉地域。2ha以上の耕地を持つ比較的規模の大きな農家が多い。

### 商業
- 北陸各県の郊外を中心にワンフロアの大型店舗を展開している量販店、PLANTの本部がある。幹線道路沿いの本社敷地内に1店舗を開設し、その周辺を含め町の商業の中心地となっているほか、すぐ北側にある道の駅さかいには町のコミュニティ施設を併設しており、福祉バスの拠点ともなっているため同町で最も人が多く集まる地域である。

## 姉妹都市・提携都市
- 坂井村（長野県 東筑摩郡、現筑北村）
  - 1995年 姉妹町村提携

## 地域

### 健康
- 平均年齢　43.5歳（2005年国勢調査）

### 教育
- 福井県立坂井農業高等学校
- 坂井町立坂井中学校
- 坂井町立大関小学校
- 坂井町立木部小学校
- 坂井町立東十郷小学校
- 坂井町立兵庫小学校

## 交通

### 鉄道
- 中心となる駅：丸岡駅

- JR西日本
  - 北陸本線：丸岡駅
- えちぜん鉄道
  - 三国芦原線：下兵庫駅 - 大関駅

### バス
- 京福バス
  - 丸岡町役場最寄の本丸岡から丸岡駅、町内を経由し芦原温泉駅へ向かう路線、福井駅から春江町西部および町内西端部を経て三国駅（三国町）へ向かう路線を運行
- 坂井町
  - 福祉バスを無料試行運行中、現在のところ利用者の制限はない。

### 道路
高速道路 なし
最寄のインターチェンジ：北陸自動車道 丸岡IC
一般国道 なし
都道府県道
町内を走る都道府県道：
福井県道・石川県道5号福井加賀線
福井県道9号芦原丸岡線
福井県道10号丸岡川西線
福井県道20号三国春江線
福井県道29号福井金津線
福井県道103号福井三国線
福井県道106号三国丸岡停車場線
福井県道109号南横地芦原線
福井県道154号高柳谷地線
福井県道159号長畑金津線
福井県道257号坂井金津線

## 出身有名人
- 愛希れいか（元宝塚歌劇団月組トップ娘役）